# Мэнгналл, Джеймс Эрнест
Джеймс Э́рнест Мэ́нгналл (англ. James Ernest Mangnall; 4 января 1866, Болтон, Англия — 13 января 1932, Англия) — английский футбольный тренер. Наиболее известен как главный тренер клубов из Манчестера — «Манчестер Юнайтед» и «Манчестер Сити» — и является единственным человеком, тренировавшим оба этих клуба.

## Тренерская карьера

### «Бернли»
Мэнгналл начал тренерскую карьеру с клуба «Бернли» в 1899 году и в первом же сезоне под его руководством клуб вылетел во Второй дивизион. После сезона 1902/03 «Бернли» вошёл в Футбольную лигу, а Мэнгналл покинул клуб.

### «Манчестер Юнайтед»
Мэнгналла приняли на работу в качестве третьего секретаря футбольного клуба «Ньютон Хит», а после изменения названия клуба на «Манчестер Юнайтед» он стал вторым секретарём клуба (термин «главный тренер» (англ. manager) не использовался до прихода Джека Робсона). Мэнгналл стал первым тренером, с которым «Юнайтед» завоевал трофеи. Он начал руководить клубом в 1903 году. В первые два сезона под его руководством клуб не смог выйти в Первый дивизион: это удалось лишь по итогам сезона 1905/06. В первом сезоне, который «Юнайтед» провёл в Первом дивизионе, клуб финишировал в середине таблицы. Но уже в следующем сезоне 1907/08 «Манчестер Юнайтед» выиграл свой первый чемпионский титул, опередив «Астон Виллу» на 9 очков. Сезон 1908/09 «Юнайтед» завершил во второй половине турнирной таблицы Первого дивизиона, но добрался до финала Кубка Англии, в котором обыграл «Бристоль Сити» со счётом 1:0 (победный гол забил Сэнди Тернбулл). В следующем сезоне команда не выиграла трофеев, но в чемпионате финишировала на 5-м месте. В сезоне 1910/11 «Юнайтед» снова праздновал чемпионство, опередив «Астон Виллу» на 1 очко. После этого клуб не мог выиграть чемпионат более 40 лет. Проведя в клубе ещё один сезон, Мэнгналл покинул «Юнайтед» в 1912 году, возглавив другую местную команду — «Манчестер Сити».

### «Манчестер Сити»
Мэнгналл был главным тренером (секретарём) «горожан» с 1912 до 1924 года. С учётом перерыва в работе из-за Первой мировой войны он руководил клубом 8 сезонов, в течение которых так и не смог выиграть трофеев. Лучшим сезоном «Сити» под его руководством стал сезон 1920/21, когда команда финишировала на втором месте в Первом дивизионе.

## Тренерские достижения
Манчестер Юнайтед
- Чемпион Первого дивизиона (2): 1907/08, 1910/11
- Обладатель Суперкубка Англии (2): 1908, 1911
- Обладатель Кубка Англии: 1909

 Манчестер Сити
- Серебряный призёр Первого дивизиона: 1920/21

## Тренерская статистика
| Команда           | Страна      | Начало работы | Завершение работы | Показатели | Показатели | Показатели | Показатели | Показатели |
| Команда           | Страна      | Начало работы | Завершение работы | М          | В          | Н          | П          | % побед    |
| ----------------- | ----------- | ------------- | ----------------- | ---------- | ---------- | ---------- | ---------- | ---------- |
| Бернли            | Флаг Англии | Январь 1899   | Сентябрь 1903     | 157        | 57         | 32         | 72         | 36,3       |
| Манчестер Юнайтед | Флаг Англии | Сентябрь 1903 | Сентябрь 1912     | 471        | 242        | 90         | 139        | 51,4       |
| Манчестер Сити    | Флаг Англии | Сентябрь 1912 | Май 1924          | 350        | 151        | 82         | 117        | 43,1       |